# König-Friedrich-August-Kaserne (Freiberg)
Die König-Friedrich-August-Kaserne in Freiberg, Sachsen, an der Chemnitzer Straße 44 wurde 1906–1908 errichtet und dient seit 1952 als Studentenwohnheim. Nach einer Sanierung 2009–2011 wird das Gebäude als Studentenwohnheim am Uni-Sportzentrum bezeichnet.

## Militärische Nutzung bis 1945

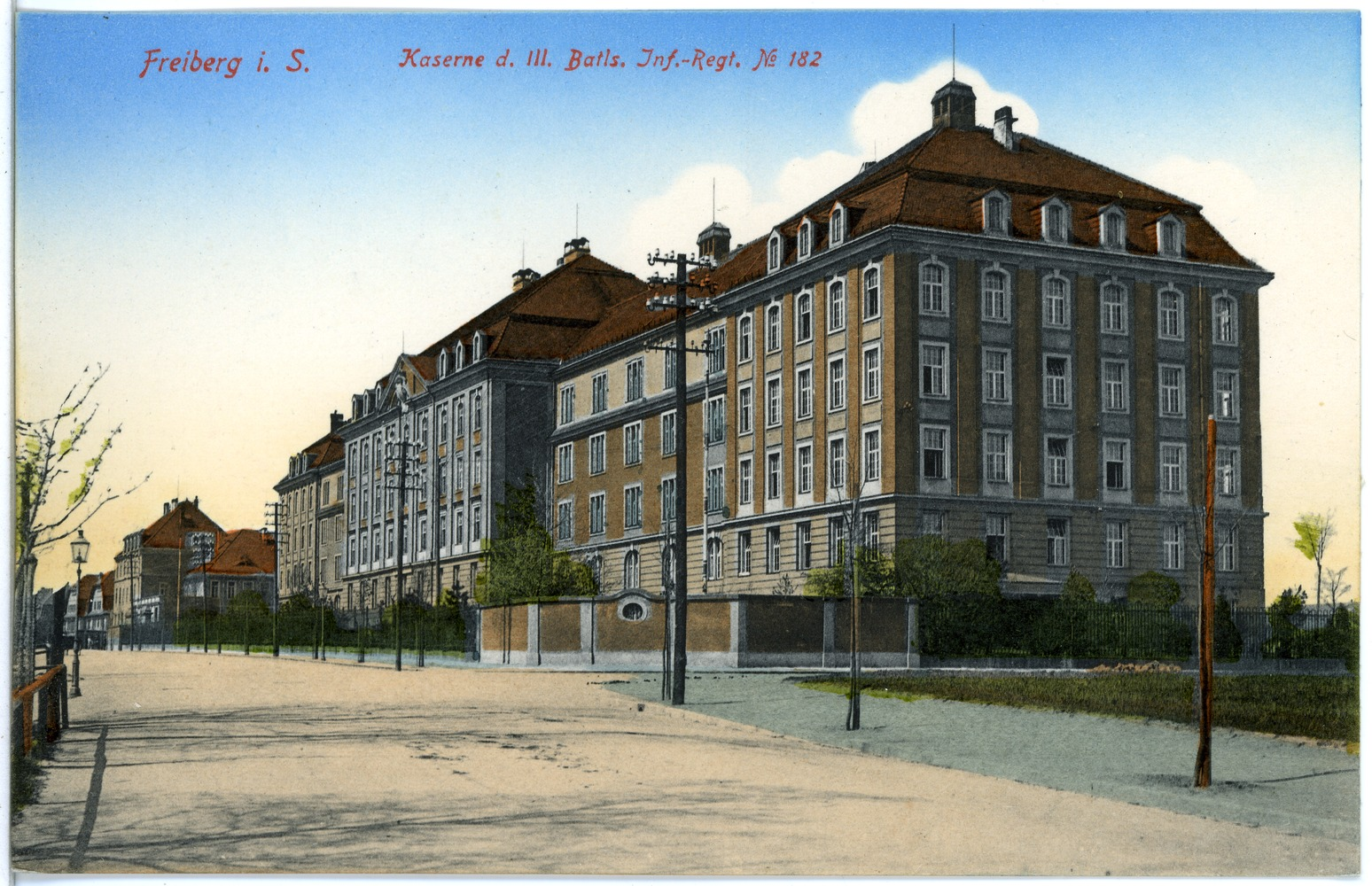
König-Friedrich-August-Kaserne (1915)

1914 war in der Kaserne das 16. Infanterie-Regiment Nr. 182 der Sächsischen Armee stationiert, im selben Jahr erhielt sie nach Friedrich August II. den Namen König-Friedrich-August-Kaserne. Im Laufe der Zeit beherbergte die Kaserne verschiedene militärische Einheiten, zuletzt (1944/1945) eine Heeres-Unteroffizierschule.

## Nach 1945

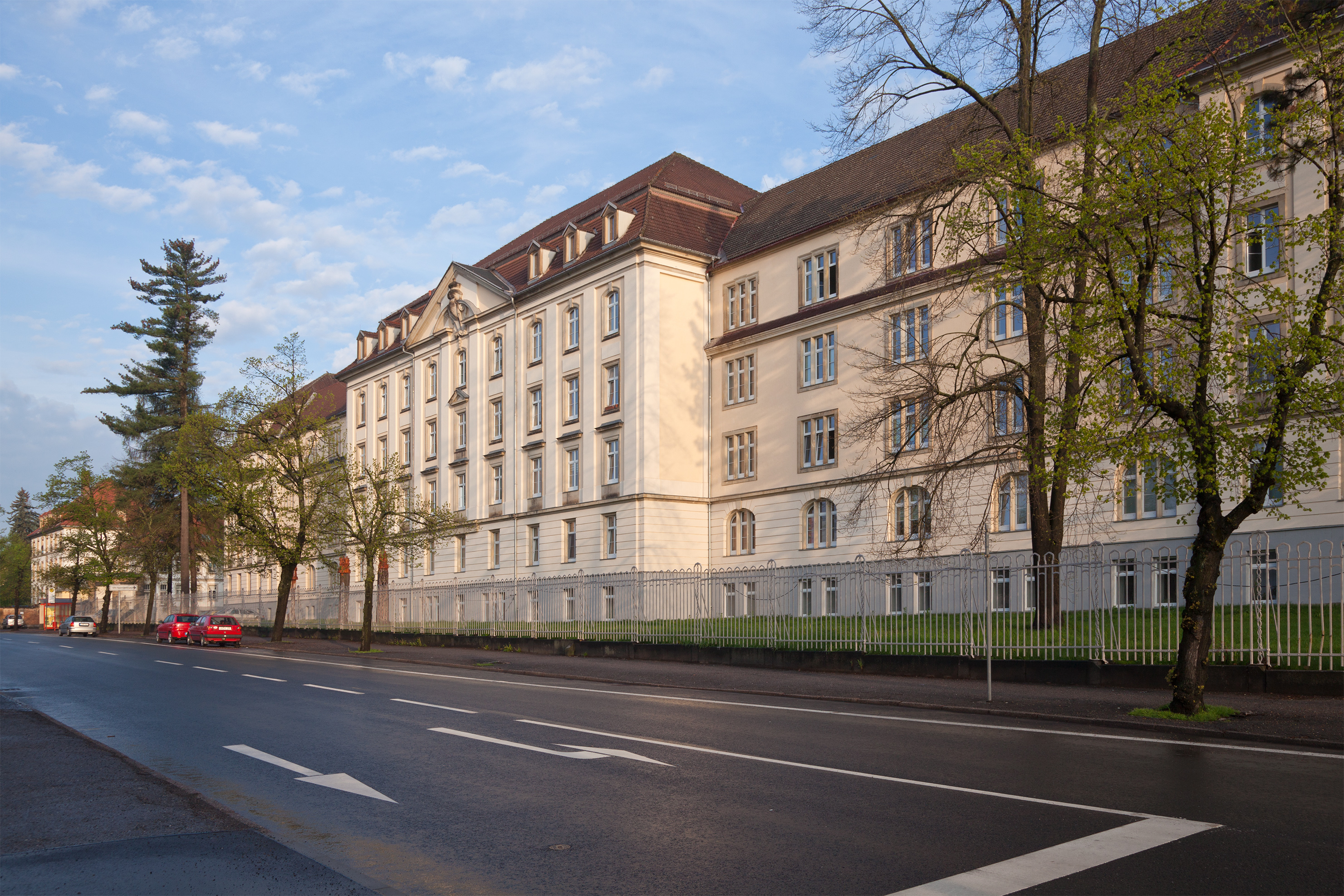
Das Gebäude im Mai 2013

Nach 1945 wurde die Kaserne zunächst bis 1949 durch das Bergtechnikum der SAG Wismut genutzt.
Von 1952 bis 1991 gehörte das Gebäude als Wohnheim zur Bergakademie Freiberg, zunächst waren hier Angestellte der Hochschule und später wieder Studierende untergebracht. Benannt war das Gebäude zu dieser Zeit nach dem 1944 ermordeten KPD-Politiker Ernst Thälmann als Ernst-Thälmann-Heim. Die Wohnfläche belief sich auf 4630 m² in 166 Zimmern, die mit insgesamt 320 Betten ausgestattet waren, dazu kamen Büro-, Kranken-, Kantinen-, Sportumkleide- und Aufenthaltsräume.
1991 ging das Gebäude in die Trägerschaft des Studentenwerks Freiberg über, wurde 1996 verkauft und stand in den folgenden Jahren leer. 2002 wurde auf dem angrenzenden Grundstück, auf dem früher eine Reithalle und ein Exerzierplatz waren, das neue Sportstadion der Universität Freiberg eingeweiht. Im Oktober 2009 erteilte die IF Unternehmensgruppe als neue Eigentümerin des Wohnheims den Auftrag für die grundlegende Sanierung des Objekts, die Bauarbeiten begannen Anfang 2010 und wurden zum Beginn des Wintersemesters im Oktober 2011 abgeschlossen.